# لويس بورويل
لويس بورويل (بالإنجليزية: Lois Burwell)‏ هي فنانة بريطانية، ولدت في 1960 في لندن في المملكة المتحدة.

## وصلات خارجية
- لويس بورويل على موقع IMDb (الإنجليزية)
- لويس بورويل على موقع أول موفي (الإنجليزية)
- لويس بورويل على موقع قاعدة بيانات الفيلم (الإنجليزية)